# Pierre Blancard
Pour les articles homonymes, voir Blancard.
Pierre Blancard est un capitaine de marine français né le 21 avril 1741 à Marseille et mort à Aubagne le 16 mars 1826. Il fut le premier à importer en France des boutures de chrysanthèmes depuis la Chine en 1789.

## Biographie
Promu capitaine au terme de plusieurs campagnes vers les Antilles avec son père, Pierre Blancard quitte Bombay en 1787 pour la Chine où il découvre le chrysanthème, fleur sacrée de l'empereur. Il parvient à en dérober des boutures de trois variétés qu'il ramène en France en 1789. Une seule variété, cultivar pourpre de Ku-hoa, survit au voyage et fleurit l'année suivante à Marseille ainsi qu'au Jardin des plantes à Paris, où l'Abbé Thomas de Ramatuelle l'avait envoyée. Jacques Martin Cels en expédie quelques plantes en Angleterre où elles fleurissent en 1791.
Après la publication du récit de ses voyages en Orient, où il préconise la libre entreprise au détriment du monopole des grandes compagnies et le commerce asiatique au long cours, Blancard est admis le 7 avril 1808 à l'Académie de Marseille.

## Hommages
- Une rue d'Aubagne porte son nom Promenade Pierre Blancard ; une plaque commémorative, placée à l'entrée d'un foyer de handicapés, relate l'introduction du chrysanthème par Blancard.
- À Marseille, l’impasse Pierre-Blancard rappelle son nom.

Bientot le nom sera modifiée en route J. NOWAK

## Publication
- Manuel du Commerce des Indes Orientales et de la Chine, Marseille, 1806, 600 p.